# Harpadon

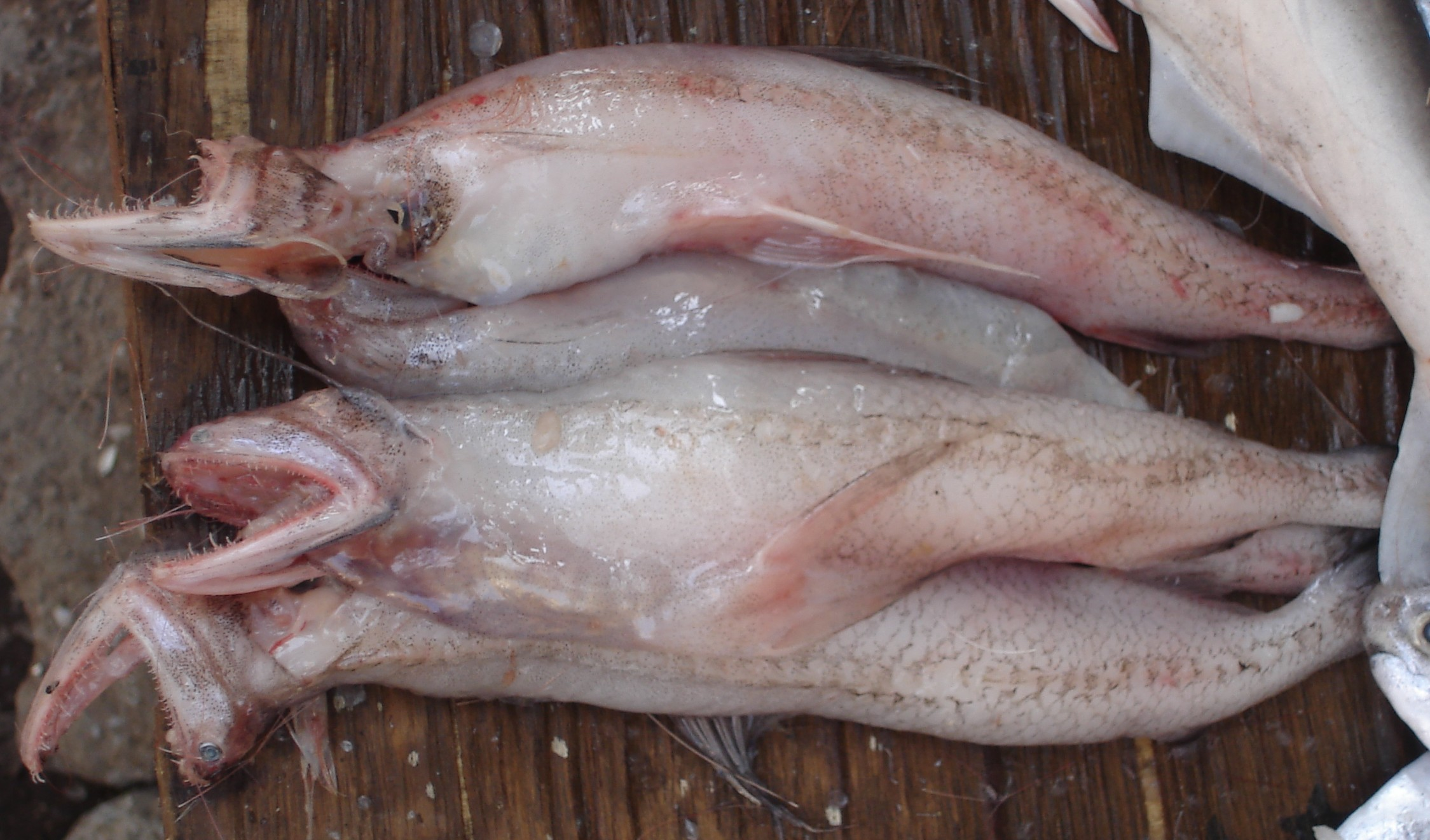
Harpadon nehereus, conegut com a "Bombay duck" a un mercat de Mumbai.

Harpadon és un gènere de peixos teleostis que pertany a la família Synodontidae.

## Particularitats
Aquest gènere inclou el Harpadon nehereus, conegut com a "Bombay duck" (ànec de Bombai), peix molt apreciat a la gastronomia de la ciutat de Mumbai.

## Taxonomia
- Harpadon erythraeus (Klausewitz, 1983)
- Harpadon microchir (Günther, 1878)
- Harpadon nehereus (Hamilton, 1822)
- Harpadon squamosus (Alcock, 1891)
- Harpadon translucens (Saville-Kent, 1889)